# Ludwig Sigismund Ruhl

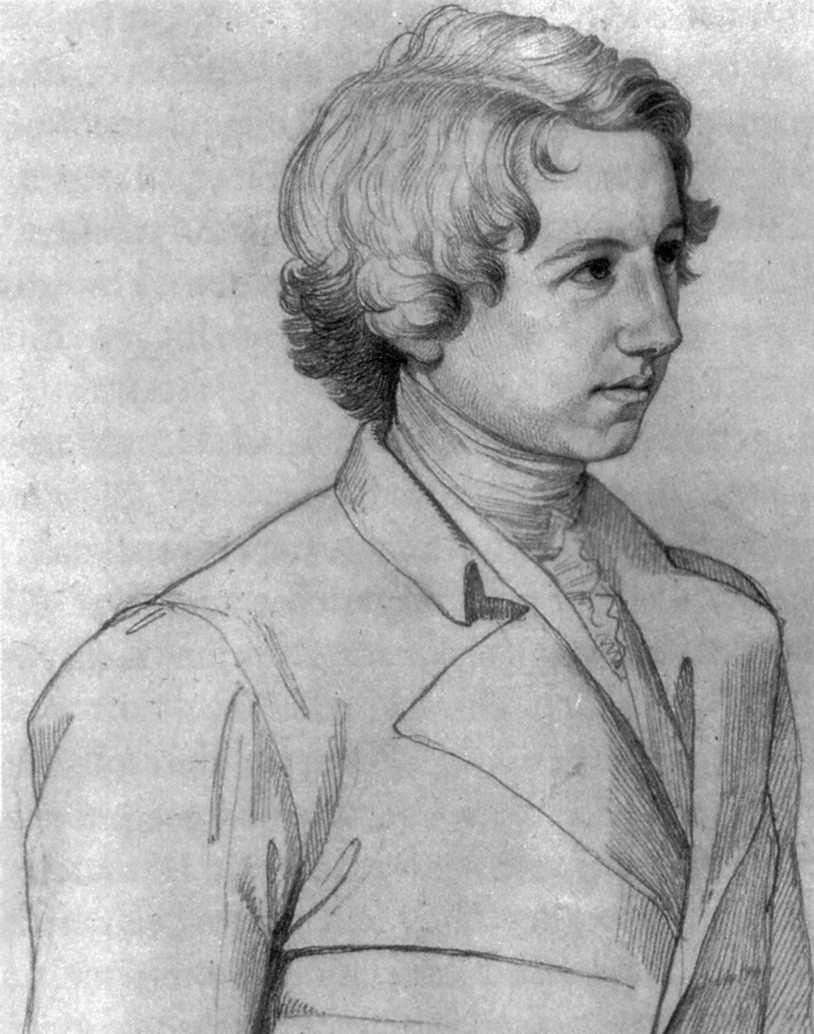
Ludwig Sigismund Ruhl im Alter von 24 Jahren, porträtiert von Carl Vogel von Vogelstein

Ludwig Sigismund Ruhl (* 10. Dezember 1794 in Kassel; † 7. März 1887 ebenda) war Maler, Graphiker, Akademieprofessor und Museumsdirektor in Kassel.

## Herkunft
Ludwig Sigismund Ruhl wurde als ältester Sohn des Hofbildhauers Johann Christian Ruhl in eine im 18. Jahrhundert nach Kassel zugewanderte Familie geboren. Sein Großvater Johannes Ruhl war im Jahre 1756 aus Hanau an den Hof des Landgrafen Wilhelm VIII. von Hessen-Kassel gekommen, wo er als Hoftischlermeister arbeitete. Über seine Mutter Elisabeth, geb. Völkel, war Ruhl mit Johann Ludwig Völkel, Direktor der Landesbibliothek Kassel, verwandt. Sein jüngerer Bruder war der Oberhofbaumeister Julius Eugen Ruhl.

## Ausbildung
Schon in früher Jugend besuchte Ludwig die Akademie der bildenden Künste in Kassel und wurde von seinem Vater im Zeichnen gefördert. Dort lernte er 1808 den Maler Ludwig Emil Grimm kennen. In seiner Jugend kam es zu der Besetzung Kassels durch Marschall Bernadotte am 17. September 1805, dennoch erlebte der Junge diese Zeit durchaus als ruhig. Zunächst ging er auf das örtliche Lyzeum, musste aber 1807 den Unterricht auf Drängen seiner Mutter abbrechen. Fortan wurde er von Pfarrer Krug privat unterrichtet.
Durch die Tatsache, dass Ruhls Vater von König Jeromé, von Napoleon eingesetzter König von Westphalen, zum „Sculpteur du Roi“ ernannt wurde, öffnete sich das Ruhlsche Haus für Künstler und Schriftsteller, darunter Charles de Villers, Dominique Vivant Denon, Clemens und Bettina Brentano sowie Achim von Arnim. Diese letztere Verbindung entstand durch den Bankier Carl Jordis, Ehemann der Dichterin Maria Ludovica Katharina Brentano, genannt „Lulu“, die 1806 nach Kassel gezogen waren. Mit Achim von Arnim hielt Ludwig lange Jahre Kontakt.

## Göttingen, Dresden, München, Rom
Im Wintersemester 1811/1812 begann Ruhl ein Studium der Anatomie, Ästhetik und Kunstgeschichte in Göttingen. Dort traf er mit dem Philosophen Arthur Schopenhauer zusammen. Im Frühjahr 1814 nahm Ruhl als Freiwilliger am Frankreichfeldzug gegen Napoleon teil, von dem er im Juli zurückkehrte. Er reiste sogleich nach Dresden, wo er ein Jahr an der dortigen Akademie studierte. Dort traf er auch wieder auf Arthur Schopenhauer, dessen Jugendportrait er 1815 anfertigte.

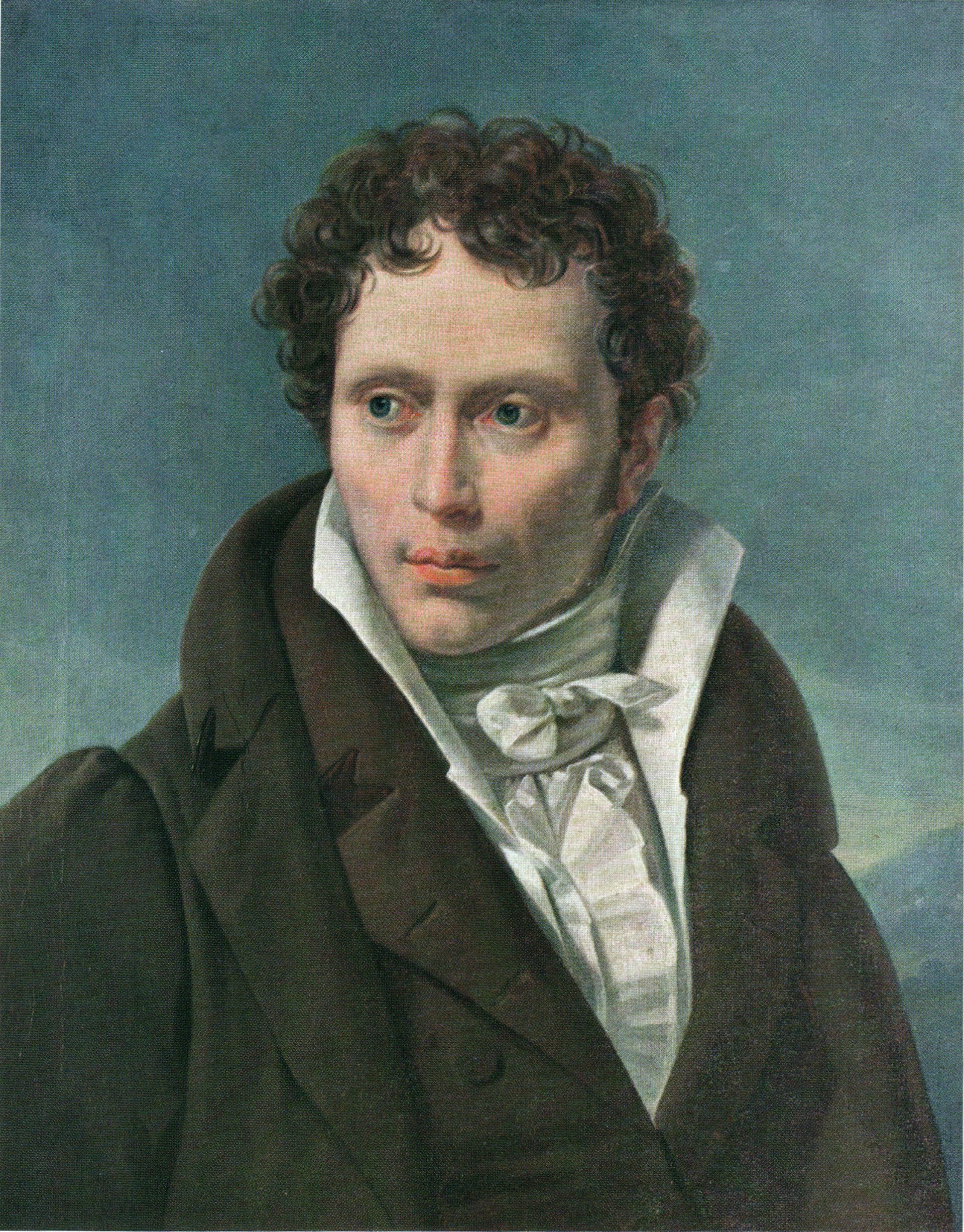
Arthur Schopenhauer als junger Mann, porträtiert 1815 von Ludwig Sigismund Ruhl

1815 reiste Ruhl nach München und schrieb sich dort an der Kunstakademie ein. Hier lernte er den Studenten Karl Philipp Fohr kennen, mit dem er ein Zimmer teilte. Zusammen mit ihm illustrierte er Ludwig Tiecks Märchen Melusine; gemeinsam illustrierten sie auch das Märchen Undine von Friedrich de la Motte Fouqué.
Im Frühjahr 1816 planten Ruhl und Fohr eine Romreise. Da Fohr wegen Krankheit verhindert war, reiste Ruhl allein und blieb dort bis 1818. Er schloss sich der dortigen Künstlerkolonie an und wohnte mit Bertel Thorvaldsen, den Brüdern Schadow, Christian Daniel Rauch und Karl Wilhelm Wach in der Casa Buti. Hier entstanden die Illustrationen zur Nibelungensage. Im November 1816 stieß Carl Philipp Fohr zur Künstlerkolonie und wohnte neben Ruhl in der Casa Buti. In dieser Zeit entstanden die Gemälde Anbetung der Hl. Drei Könige, Tannhäuser im Venusberg, Drachenkampf des Hl. Georg. Dabei lehnte sich Ruhl an den Stil der Nazarener an.
Zwischenzeitlich ging die Freundschaft mit Fohr in die Brüche und führte am 24. März 1817 in einem Pistolenduell. Beide schossen daneben, man trank wieder Brüderschaft, aber die Freundschaft war beendet. Danach hielt sich Ruhl drei Monate lang in Neapel auf, ehe er wieder nach Rom zurückkehrte. Im August 1818 lernte Ruhl den Schriftsteller Wilhelm Müller kennen; mit ihm reiste er nach Florenz, um dann alleine nach Kassel zurückzukehren, wo er im November 1818 ankam.

## Kassel
Von seiner Reise zurückgekehrt, fühlte er sich in der Heimat nicht sehr wohl, wozu noch der Regierungsantritt von Wilhelm II. beitrug, dessen autokratischer Regierungsstil ihm nicht behagte. Nach 1815 hatte sich um die Kurfürstin Auguste, die von ihrem Mann getrennt im Schloss Schönfeld bei Kassel lebte, der sogenannte Schönfelder Kreis gebildet, ein Kreis oppositioneller Kräfte, zu dem nun auch die Brüder Julius und Ludwig Ruhl stießen. Es folgten Reisen nach Hanau, wo sein Bruder Julius lebte, 1824 nach Frankfurt zu Arthur Schopenhauer, 1825 nach Berlin, wo er im Kreis um Arnim, Eichendorff, Fouqué, Rauch, Savigny, Humboldt und Gneisenau verkehrte. Ab 1823 stand er brieflich mit August von Platen-Hallermünde in Kontakt.
In Kassel entstanden die Zeichnung Faust und Gretchen im Garten, das Gemälde Drei singende Engel sowie die Illustrationen zu den Werken von Shakespeare. Goethe erwähnte Die singenden Engel in der Zeitschrift Über Kunst und Altertum, worauf sich Joseph von Eichendorff bei ihm meldete. Außerdem erschienen die sog. Capricci, Karikaturen, die sich aus Buchstaben des Alphabets formten und die Biedermeier-Gesellschaft kritisierten. Obwohl diese Arbeiten zu Ruhls stärksten zählten, wurden sie einem größeren Publikum nicht bekannt.
1826 hatten sich die Kurfürstin Auguste und ihr Sohn Friedrich Wilhelm nach Bonn abgesetzt; dort wurden sie von den Brüdern Julius und Ludwig Ruhl besucht. Diese Verbindung zahlte sich aus: als nämlich Kurfürst Wilhelm II. 1831 Kassel verließ, übernahm der Kurprinz Friedrich Wilhelm die Regierung. Ruhl erhielt den Auftrag, Friedrich Wilhelm zu malen, und 1832 trat Ruhl als Professor in die Akademie ein. Kurz darauf wurde er zum Direktor der Bildergalerie und des Museums ernannt, später zum Direktor der kurprinzlichen Bibliothek in Wilhelmshöhe und Leiter des Geheimen Kabinettarchivs. Wahrscheinlich hängt die 1830 geschlossene Ehe mit Freiin Sophie von Verschuer mit diesen Beförderungen zusammen.
1837 unternahm er mit seinem Bruder eine zweite Romreise. Im November 1840 wurde er zum Direktor der Akademie ernannt. Bei den Professoren war er allerdings nicht sonderlich beliebt, obwohl er für sie Gehaltserhöhungen durchgesetzt hatte: Eine gewisse Weltscheu gab ihm ein unnahbares Wesen. Ruhl schottete sich immer mehr von anderen ab. Oft sah man ihn in diesen Jahren auf einem kleinen Schimmel in der Wilhelmshöher Allee spazieren reiten.

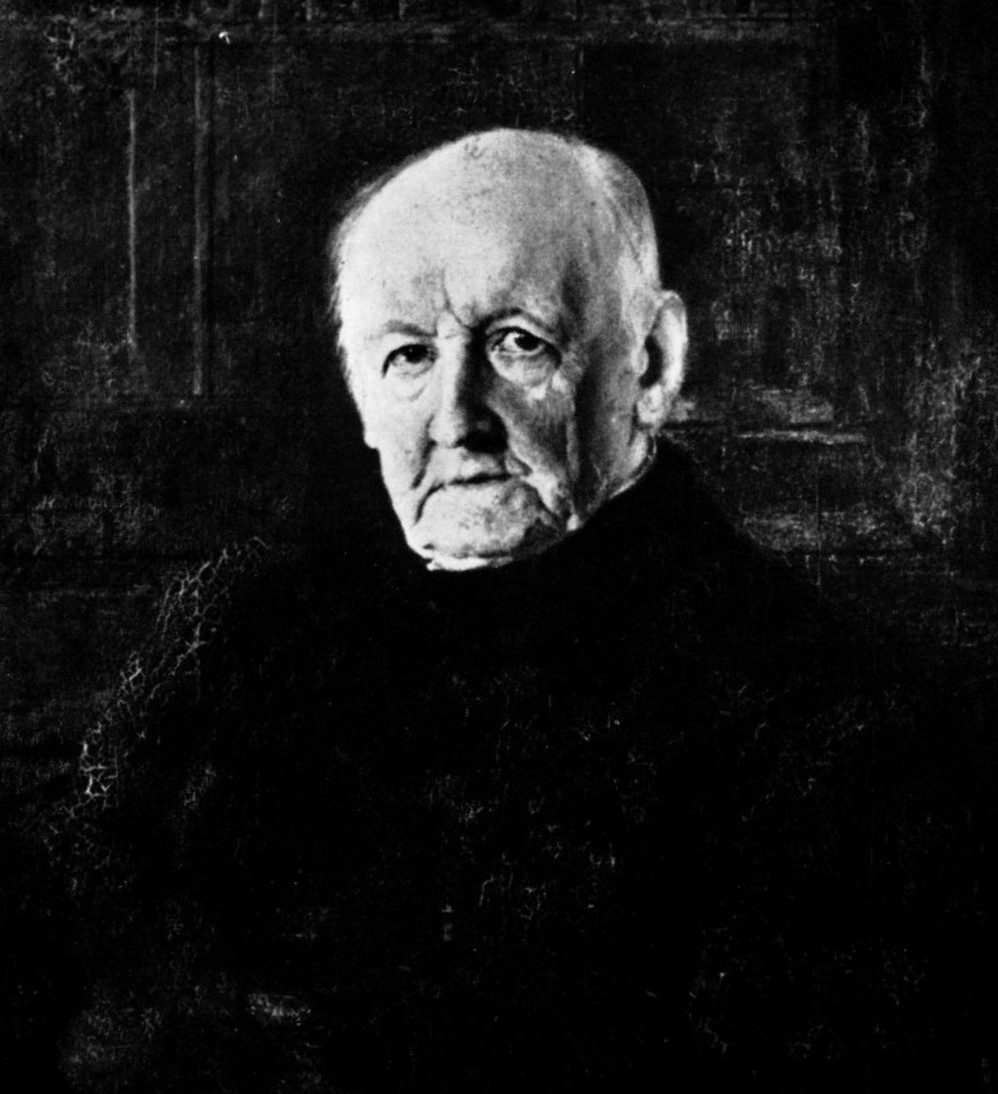
Ludwig Sigismund Ruhl im Alter von um die 90 Jahre, porträtiert von Louis Kolitz

In den 1840er Jahren konzentrierte sich Ruhl auf mythologische Motive in seinen Zeichnungen. Ab 1860 versuchte er sich im Schreiben, es entstanden Ritterlegenden mit phantastischen und allegorischen Bildern. In den letzten Lebensjahren kehrte er zur Zeichnung zurück, er fertigte Entwürfe zu Majolikagefäßen an; erst nach seinem Tod wurde einer seiner Entwürfe ausgeführt.
1867 ging Ruhl in den Ruhestand. 1879 schrieb Malwida von Meysenbug dem alten Künstler aus Italien; er hatte sie schon als Mädchen gekannt. Ein 7-jähriger Briefwechsel begann, der bis zu seinem Tod am 7. März 1887 in Kassel andauerte.

## Werk
- 1814    Bändigung einen Pferdes der Antike
- 1815    Portrait Arthur Schopenhauer
- 1815/16 Illustrationen zu Melusine und Undine
- 1816    Illustrationen zur Nibelungensage
- 1816    Anbetung der Hl. Drei Könige
- 1816    Tannhäuser im Venusberg
- 1816    Drachenkampf des Hl. Georg
- 1819    Faust und Gretchen im Garten
- 1819    Drei singende Engel
- 1827    Blätter zu Romeo und Julia
- 1827    Capricci
- 1830    Italienische Schönheit
- 1838–1840  Sketches for Shakespears plays. Krieger u. a., Cassel 1838 (Digitalisat)
- 1840–1841 Dante sinnt über seiner Divina Commedia. Fichter, Frankfurt am Main, März 2015
- 1841    Tod der Bianca Capello
- 1846    Über die Auffassung der Natur in der Pferdebildung antiker Plastik (Artikel)
- ab 1875 Entwürfe zu Majolikagefäßen